# Matema (Ort)
Matema ist ein kleiner Ort am Nordende des Malawisees in Tansania.
Im Ort und der umliegenden Region leben laut dem Zensus von 2012 insgesamt 17.103 Personen.
Matema liegt 90 Kilometer südlich von Mbeya. Von dort ist es über die Poroto-Berge und die Stadt Tukuyu kurz vor der Grenze zu Malawi, bei Kyela über eine Schotterpiste zu erreichen, die derzeit geteert wird. In der Regenzeit kann das Dorf unerreichbar werden. Matema liegt am Fuße der schroff aufragenden Livingstone-Berge in einer Ebene. Es ist ein Fischerdorf mit etwas Landwirtschaft.
Aus der Kolonialzeit sind zwei imposante Missionshäuser der Berliner Mission geblieben, die heute zur lutherischen Diözese von Tukuyu gehören. Eines der Missionshäuser wurde ab 2008 durch den deutschen Kirchenkreis Nordfriesland aufwändig saniert. Es wird heute unter dem Namen „Matema Beach View – Lutheran Center“ von der tansanisch-lutherischen Konde Diözese als Gästehaus mit einem Bistro betrieben. Das Gästehaus ist auf kirchliche wie touristische Gäste eingestellt, die ebenfalls in einer der 25 typisch afrikanischen Hütten direkt am Strand untergebracht werden können. Die Lutheraner betreiben in Matema darüber hinaus ein wichtiges Regional-Krankenhaus und eine Bibelschule.
Daneben gibt es in Matema auch ein Gästehaus der „Kanisa ya Uinjilisti“ (Mbalizi Evangelical Church), das unter Schweizer Leitung aufgebaut wurde. Auch die katholische Diözese unterhält ein kleines Gästehaus in Matema.
Der Ort verfügt neben dem Krankenhaus über eine Funkstation sowie eine nicht mehr genutzte ungeteerte 900 m (Gras-)Flugpiste. Matema ist seit 2010 an das Stromnetz angeschlossen. Mobiles Telefonieren ist möglich. Festnetzanschlüsse gibt es nicht. Es gibt bei den kirchlichen Einrichtungen Dieselgeneratoren und Solaranlagen, um mögliche Stromausfallzeiten überbrücken zu können.
Freitags findet an einem benachbarten Marktplatz der Markt statt, auf dem die Töpfer von der Matema gegenüberliegenden Halbinsel Ikombe ihre Töpfe verkaufen.